# Маяк (Рязанская область)
Маяк — поселок в Спасском районе Рязанской области. Входит в Перкинское сельское поселение.

## География
Находится в центральной части Рязанской области на расстоянии приблизительно 8 км на юго-запад по прямой от районного центра города Спасск-Рязанский на правобережье Оки.

## История
Поселок был основан как коммуна в 1926 году жителями села Перкино. Позднее здесь возник одноименный колхоз.

## Население
Численность населения: 27 человек в 2002 году (русские 96 %), 11 в 2010.